# Раві Мохан Сапкота Копіла
Раві Мохан Сапкота Копіла (англ. Ravi Mohan Sapkota Kopila) — непальський дипломат. Надзвичайний і Повноважний Посол Непалу в Україні за сумісництвом (2013—2016).

## Життєпис
З 2012 по 2016 рр. — Надзвичайний і Повноважний Посол Непалу в РФ
З 2012 по 2016 рр. — Надзвичайний і Повноважний Посол Непалу в Азербайджані за сумісництвом
З 27 червня 2013 по 2016 рр. — Надзвичайний і Повноважний Посол Непалу в Білорусі за сумісництвом
У 2013—2016 рр. — Надзвичайний і Повноважний Посол Непалу в Україні за сумісництвом. 13 вересня 2013 року — вручив вірчі грамоти Президенту України Віктору Януковичу.
З 13 січня 2014 по 2016 рр. — Надзвичайний і Повноважний Посол Непалу в Румунії за сумісництвом.
З 2014 по 2016 рр. — Надзвичайний і Повноважний Посол Непалу в Болгарії за сумісництвом